# Pașaport de Germania
Pașaport de Germania (titlu original: Trading Germans) este un film românesc și german documentar dramatic din 2014 scris și regizat de Răzvan Georgescu. A fost produs de HBO Europa, Hi Film Productions și Februar Film.

## Prezentare
Acordul extrem de confidențial dintre guvernul Germaniei de Vest și Serviciul Secret al Securității din România de cumpărare/vânzare a întregii populații etnice germane din România comunistă este un caz unic în istoria Războiului Rece. Acest lucru a fost planificat sistematic și a fost urmărit în mod constant și cu prioritate ridicată de către fiecare cancelar și guvern german și de dictatorul român Nicolae Ceaușescu și Serviciul Secret al Securității din 1968 până în 1989. Acordul a adus României cca. 3 miliarde de mărci, diverse mașini, computere sub embargo pentru baza de date a Securității și chiar tehnologie de supraveghere pentru Serviciul Secret Român. Astfel, cei plecați, fără voia lor, au ajutat la reprimarea celor lăsați în urmă. 
Acest comerț a însemnat și pierderea unei culturi germane vechi de 850 de ani pe teritoriul României. Germanii din România au fost înapoiați în patria strămoșilor lor într-un act secret, contra bani gheață și fără chitanțe. Germania a câștigat în schimb aprox. 245.000 de etnici germani bine pregătiți, în principal, un viitor câștigător al Premiului Nobel pentru literatură – Herta Müller – printre ei.
Suma primită de la Guvernul Germaniei a ajutat regimul de la București să-și achite datoria națională.

## Distribuție
- Heinz Günther Hüsch – Rolul său
- Hans-Dietrich Genscher – Rolul său
- Klaus Kinkel – Rolul său
- Horst Teltschik – Rolul său
- Karl Hahn – Rolul său
- Erika Lazar – Rolul său
- Hansi Schmidt  – Rolul său
- Stelian Octavian Andronic – Rolul său
- Willy Brandt – Rolul său (imagini de arhivă)
- Nicolae Ceaușescu – Rolul său (imagini de arhivă)
- Elena Ceaușescu – Rolul său (imagini de arhivă)
- Helmut Kohl – Rolul său (imagini de arhivă)
- Helmut Schmidt – Rolul său (imagini de arhivă)

## Producție
Pentru televiziunea publică a fost produsă o versiune scurtă (de 45 min.) a filmului lui Răzvan Georgescu. În Germania, a avut premiera pe 13 ianuarie 2015 pe canalul ARD cu titlul „Deutsche gegen Devisen - Ein Geschäft im Kalten Krieg” [Germani pentru bani - O afacere din timpul Războiului Rece]. Versiunea cinematografică are o durată de 90 de minute și include mai multe filmări, interviuri și context istoric.